# Bukola Oriola
Bukola Oriola est une journaliste américano-nigériane née en 1976. Elle exerce comme journaliste au Nigeria puis aux États-Unis. Elle est également conférencière, autrice, militante et entrepreneure. Elle est par ailleurs connue pour son expérience et ses engagements contre le trafic humain.

## Biographie
Bukola Oriola réside au Nigeria et exerce en tant que journaliste chargée de l'éducation au Nigeria pendant six ans. En 2005, elle se rend aux États-Unis depuis le Nigeria avec un permis de travail de deux mois afin de couvrir une réunion de l'Assemblée générale des Nations unies à New York. Bukolo Oriola est membre de l'Institut international de journalisme en Allemagne. En août 2013, elle participe à un groupe de discussion à la suite de la projection du film documentaire Not My Life à l'auditorium Cowles de la Humphrey School of Public Affairs.

### Vie privée
Elle vit dans le comté d'Anoka, au Minnesota et a un fils nommé Samuel Jacobs. Elle épouse un citoyen américain qui l'isole, l’empêchant d’établir des relations interpersonnelles avec d'autres personnes. Il la soumet à une vie d'esclavage moderne, et lui confisque ses biens. Elle est ainsi emprisonnée chez elle pendant deux ans.

## Engagements
Elle écrit et publie un livre intitulé Emprisonnée. Les Aventures d'une victime de la traite des êtres humains au sujet de son expérience de la traite des êtres humains. Elle fonde une organisation à but non lucratif appelée The Enitan Story en août 2013, pour défendre les droits des victimes et autonomiser les victimes de la traite des êtres humains. Le 16 décembre 2015, elle est nommée membre du Conseil consultatif des États-Unis sur la traite des êtres humains par le président Barack Obama et est reconduite dans ses fonctions par le président Donald Trump en avril 2018.